# Königshain (Görlitz)
Königshain est une commune de Saxe (Allemagne), située dans l'arrondissement de Görlitz, dans le district de Dresde.